# Esterházy-kormány
Az Esterházy-kormány – alig két és fél hónapig, 1917. június 15-étől 1917. augusztus 20-áig volt hatalmon. IV. Károly, miután menesztette Tisza Istvánt és kormányát, annak utódjául 1917. június 8-án – meglepetésre – a politikai életben kevéssé ismert, 36 éves Esterházy Móric grófot kérte fel kormányalakításra a szinte mindenki által várt ifj. Andrássy Gyula helyett.

## Története

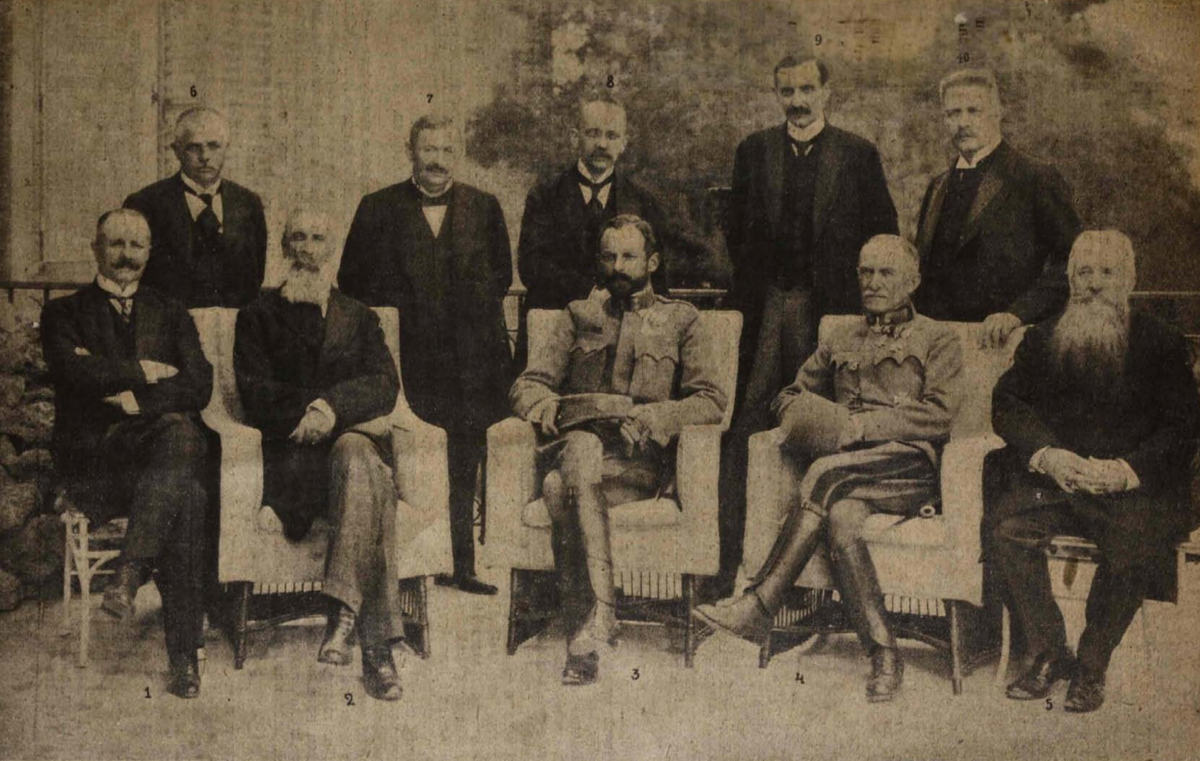
A kormány tagjai a meg alakuláskor

Andrássy nyílt németbarátsága miatt (ami a háború folytatását jelentette) IV. Károly udvarában (aki különbékére törekedett az Antanttal) nyilvánvaló volt, hogy valaki mást nevez ki miniszterelnöknek. Így esett a választás Esterházy Móricra.
Esterházy valamiféle általános egységkormány kialakítását szerette volna elérni, ezért a miniszteri tisztségekbe a parlament abszolút többségét adó Nemzeti Munkapárt politikusai mellett az ellenzéki pártokból is nevezett ki embereket, akik el is fogadták azokat. Így lett például a Választójogi Blokk (az általános választójog bevezetésért létrejött szövetség) két vezéralakja, Vázsonyi Vilmos, vagy Batthyány Tivadar is kormánytag.
A kormány június 21-én mutatkozott be a képviselőházban. Célkitűzései, elsősorban a szociális reformok és a választójog kiterjesztése a Nemzeti Munkapárt parlamenti többsége miatt zátonyra futottak, így a kabinet csakhamar válságba sodródott. Mi több, munkapárti tagjainak többsége is Andrássy köreihez volt sorolható. A földmunkás szakegyesületek alapszabályainak jóváhagyására nehezen, míg a bányászokéra egyáltalán nem lehetett rábeszélni. A tervek között szerepelt még az üzemek militarizálásának enyhítése, de a gyakorlatban ez sem valósult meg. 

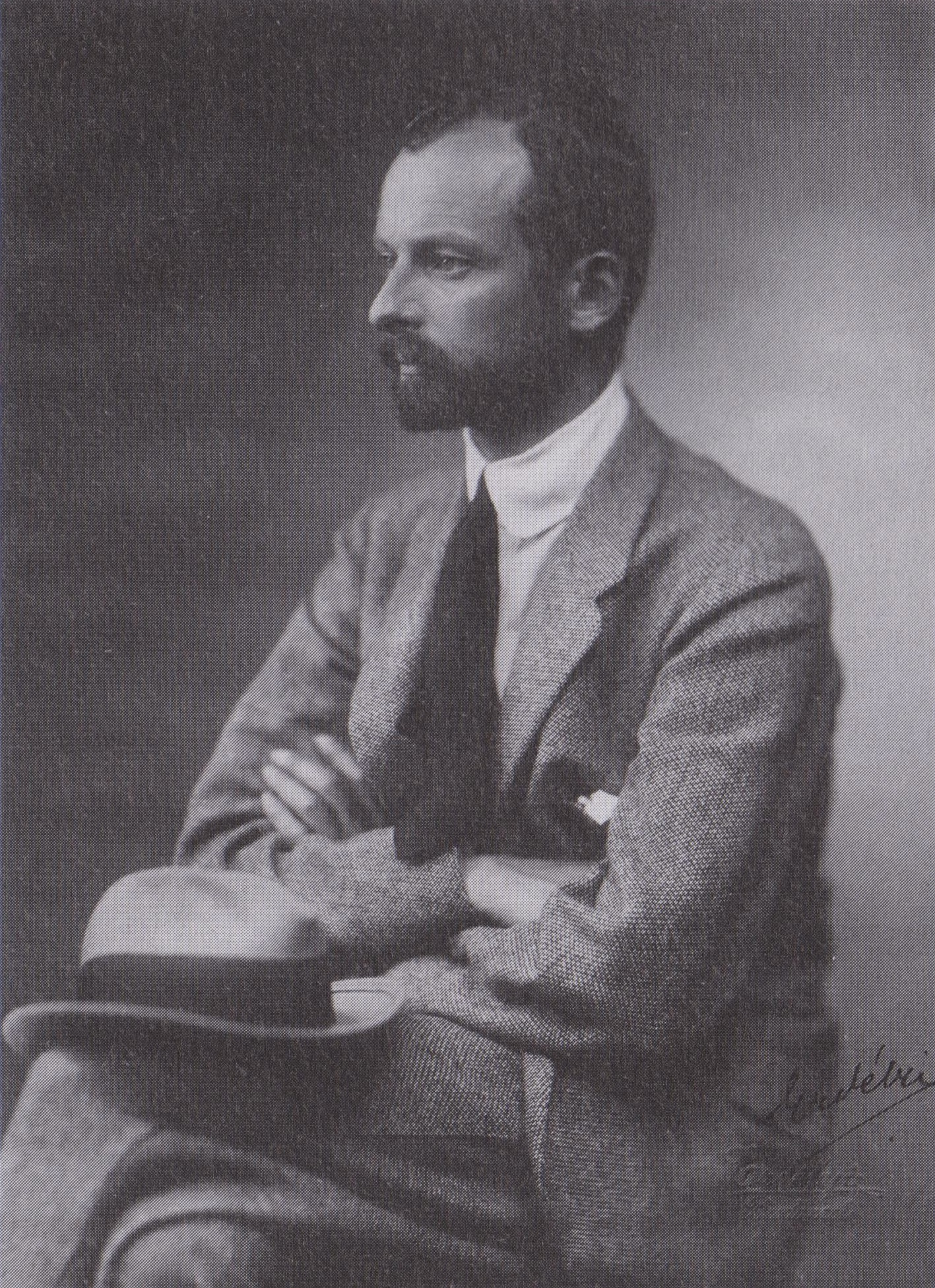
Esterházy Móric

Egymást követték a kudarcok, amivel a kormány elvesztette a tekintélyét. Esterházy azt is sérelmezte, hogy IV. Károly béketárgyalási kísérletéről sem tájékoztatták. A kiútra kétféle megoldás volt elképzelhető. Az egyik, hogy szövetségbe lépnek a lemondatott Tiszával, vagy a képviselőház feloszlatásával és a nép segítségével választások révén rákényszerítik a munkapártra a mérsékelt reformokat. Esterházy végül mindkét lehetőség elől kitért. Előbb augusztus 18-án átszervezte a kormányát, majd 19-én benyújtotta a lemondását. 
Az augusztus 20-án kinevezett Wekerle Sándor átvette a leköszönt kormány valamennyi tagját, akiket elődje esetéből tanulva 1918 januárjában pártjukkal együtt megpróbált egységbe tömöríteni egy új „hibrid” pártba, ami egyszerre volt 48-as és 67-es, valamint támogatta az általános választójog bevezetését és még néhány egyéb ezeken kívül eső irányzat pár kisebb célkitűzését is.

## A kormány tagjai
| Név                                              | hivatal kezdete     | hivatal vége        | párt                                  | megjegyzés         |
| Miniszterelnök                                   | Miniszterelnök      | Miniszterelnök      | Miniszterelnök                        | Miniszterelnök     |
| ------------------------------------------------ | ------------------- | ------------------- | ------------------------------------- | ------------------ |
| Esterházy Móric                                  | 1917. június 15.    | 1917. augusztus 23. | pártonkívüli                          |                    |
| Belügyminiszter                                  |                     |                     |                                       |                    |
| Ugron Gábor                                      | 1917. június 15.    | 1917. augusztus 23. | Alkotmánypárt                         |                    |
| Pénzügyminiszter                                 |                     |                     |                                       |                    |
| Gratz Gusztáv                                    | 1917. június 15.    | 1917. augusztus 23. | Nemzeti Munkapárt                     |                    |
| Igazságügy-miniszter                             |                     |                     |                                       |                    |
| Vázsonyi Vilmos                                  | 1917. június 15.    | 1917. augusztus 18. | Polgári Demokrata Párt                |                    |
| Grecsák Károly                                   | 1917. augusztus 18. | 1917. augusztus 23. | pártonkívüli (?)                      | korábban ellenzéki |
| Honvédelmi miniszter                             |                     |                     |                                       |                    |
| Szurmay Sándor                                   | 1917. június 15.    | 1917. augusztus 23. | pártonkívüli                          |                    |
| A király személye körüli miniszter               |                     |                     |                                       |                    |
| Batthyány Tivadar                                | 1917. június 15.    | 1917. augusztus 18. | Függetlenségi és 48-as (Károlyi) Párt |                    |
| Zichy Aladár                                     | 1917. augusztus 18. | 1917. augusztus 23. | Katolikus Néppárt                     |                    |
| Vallás- és közoktatásügyi miniszter              |                     |                     |                                       |                    |
| Apponyi Albert                                   | 1917. június 15.    | 1917. augusztus 23. | Függetlenségi Párt                    |                    |
| Földmívelésügyi miniszter                        |                     |                     |                                       |                    |
| Mezőssy Béla                                     | 1917. június 15.    | 1917. augusztus 23. | Függetlenségi Párt                    |                    |
| Kereskedelemügyi miniszter                       |                     |                     |                                       |                    |
| Serényi Béla                                     | 1917. június 15.    | 1917. augusztus 23. | Nemzeti Munkapárt                     |                    |
| Horvát-szlavón-dalmát tárca nélküli miniszter    |                     |                     |                                       |                    |
| Zichy Aladár                                     | 1917. június 15.    | 1917. augusztus 18. | Katolikus Néppárt                     |                    |
| Unkelhäusser Károly                              | 1917. augusztus 18. | 1917. augusztus 23. | pártonkívüli (?)                      |                    |
| Tárca nélküli (átmenetgazdasági) miniszter       |                     |                     |                                       |                    |
| Földes Béla                                      | 1917. augusztus 18. | 1917. augusztus 23. | Függetlenségi Párt                    |                    |
| Tárca nélküli (népjóléti és munkaügyi) miniszter |                     |                     |                                       |                    |
| Batthyány Tivadar                                | 1917. augusztus 18. | 1917. augusztus 23. | Függetlenségi és 48-as (Károlyi) Párt |                    |
| Tárca nélküli (választójogi) miniszter           |                     |                     |                                       |                    |
| Vázsonyi Vilmos                                  | 1917. augusztus 18. | 1917. augusztus 23. | Polgári Demokrata Párt                |                    |